# Théorie de l’organe en droit français
En droit commercial, la théorie de l'organe désigne la mise en œuvre de la responsabilité civile d'une société en lieu et place de la responsabilité personnelle du dirigeant qui, à l'origine, a commis la faute.
Lorsqu’il agit, le dirigeant ne le fait pas dans le cadre d’un mandat mais des pouvoirs qu'il puise dans la règlementation spéciale du droit des sociétés du code de commerce et des statuts de la société. Si responsabilité est, cela ne peut être que celle de la société. A priori, il est couvert par cette représentation, et seule la responsabilité de la société peut être recherchée.
Il y a 2 hypothèses où cette théorie ne peut pas être appliquée :
- Le dirigeant a passé des contrats non pas au nom de la société mais maladroitement à son propre nom. La maladresse engage sa responsabilité (Cass. Com. 28 juin 1988)
- Lorsque le dirigeant a commis une faute séparable de ses fonctions, sans lien avec ses fonctions. Dans ce cas, il serait sorti du cadre la représentation ce qui permettra d’engager sa responsabilité personnelle (Cass. com. 20 mai 2003 arrêt SBTR).

## La non prise en compte de la Chambre criminelle et de l'AMF
Cette théorie de l’organe ne s’applique pas à tout niveau, en matière pénale la Chambre criminelle n’en fait pas application, elle ne concerne pas non plus la matière de marché financier devant l’Autorité des marchés financiers. 

### La Chambre criminelle
Quand les agissements du dirigeant sont constitutifs d’une infraction pénale, la victime peut se porter partie civile devant le juge pénal. La Chambre criminelle semble insensible à cette théorie de l’organe. Elle considère que la faute pénale intentionnelle engage nécessairement la responsabilité civile du dirigeant. (Cass. Crim. 20 mai 2003)

### L'Autorité des marchés financiers
Cela va concerner uniquement les informations communiquées dans le cadre du fonctionnement des marchés financiers. Le règlement général de l’Autorité des marchés financiers impose aux sociétés cotées dans ses marchés la communication de certaines informations pour le bon fonctionnement des marchés mais également pour protéger les investisseurs. De la même manière, toute personne doit s’abstenir de diffuser des fausses informations. 
Cela explique que ces manquements soient sanctionnés par l’AMF. La sanction vise la société mais les articles L621-15, II du Code monétaire et financier et l’article 221-1 du règlement général de l’AMF permettent d’engager la responsabilité personnelle du dirigeant sans avoir à démontrer l’existence des fautes séparables de ses fonctions.